# Enzo Mirigliani
Vincenzo Mirigliani, detto Enzo (Santa Caterina dello Ionio, 22 aprile 1917 – Roma, 26 settembre 2011), è stato un imprenditore e conduttore televisivo italiano, storico organizzatore del concorso di bellezza Miss Italia.

## Biografia
Quinto di sei figli, Enzo Mirigliani lascia la casa paterna all'età di diciassette anni per arruolarsi nell'Esercito Italiano, dove rimane fino al 1952. Dal 1953 si occupa di concorsi di bellezza: entra a far parte di Miss Italia quattro anni dopo, e nel 1959 ne assume la direzione succedendo a Dino Villani. Nel 1991 fonda anche Miss Italia nel mondo, concorso destinato alle giovani ragazze di origini italiane, nate e residenti in altre nazioni.
Inoltre crea altre manifestazioni come "Un volto per il cinema", "Il Meeting del Cinema Mediterraneo", il premio letterario "Donna", "Il televolto dell'anno", "Il Festival del Pianobar", "Il cane e il suo padrone", "La Sartina d'Italia" e il concorso di bellezza internazionale "Ragazza in Gambissime".
(Edmondo Berselli, Miss Italia 1939-2009: storia, protagoniste, vincitrici, Milano 2009.)
Nel 1996 ha ottenuto il premio speciale del Gran Premio Internazionale dello Spettacolo. Il 21 ottobre 2000 ha partecipato alla terza puntata della trasmissione televisiva Ciao Darwin; nello stesso anno il programma satirico Striscia la notizia lo ha premiato con un Tapiro d'Oro, per essersi opposto alla trasmissione della fiction televisiva Le ragazze di Miss Italia di Dino Risi: il film è poi stato regolarmente trasmesso su Rai 1 il 10 settembre del 2002, in concomitanza con il concorso nazionale.
Mirigliani è stato sposato con Rosy Ragno (1925-2017), dalla quale ha avuto due figlie, Rosaria e Patrizia; quest'ultima dal 2010 ha preso il posto del padre nell'organizzazione del concorso. 
Il 26 settembre 2011 è deceduto al policlinico Gemelli di Roma, dove era ricoverato da alcuni giorni, all'età di 94 anni. Ai suoi funerali celebrati nella basilica di Santa Maria del Popolo in piazza del Popolo a Roma ha partecipato anche la neoeletta Miss Italia, che aveva vinto il concorso qualche giorno prima, il 19 settembre, Stefania Bivone. Riposa accanto alla moglie nel cimitero del Verano.

## Programmi televisivi
- Miss Italia (Programma Nazionale, 1959, 1961-1969, 1971-1972; Rete 1, 1978) – Presentatore
- Gran Premio Internazionale dello Spettacolo (Canale 5, 1996) – ospite (premio Telegatto speciale)
- Ciao Darwin (Canale 5, 2000) – ospite
- Striscia la notizia (Canale 5, 2002) – ospite (Tapiro d'oro)